# 4L Trophy
Le Raid 4L Trophy est un raid automobile solidaire destiné aux jeunes de moins de 28 ans et couru exclusivement en Renault 4.
Créé par Jean-Jacques Rey en 1997, il est organisé par l'entreprise Desertours en partenariat avec l'École supérieure de commerce de Rennes, qui apporte l'encadrement bénévole.
Ce raid, composé de plusieurs milliers de voitures, amène au Maroc des jouets et des fournitures scolaires, ainsi que quelques tonnes de nourriture et quelques milliers d'euros de dons.

## Historique

### Création
Le 4L Trophy voit le jour en 1997, sur une idée de Jean-Jacques Rey, ex-cadre de la grande distribution et ancien participant du Paris-Dakar. C'est à la suite de sa première participation au célèbre rallye en 1986 qu'il fonde l'agence Desertours, qui organise des raids motorisés pour le grand public. Seules trois voitures participantes, accompagnées d'un 4x4 pour l'organisation, soit quatre équipages, prennent le départ de la première édition du 4L Trophy en 1997.

### Essor
En 2001, pour la 4e édition, l'École supérieure de commerce de Rennes aide l'organisation, ce qui fera rapidement connaître le 4L Trophy. Cinquante voitures sont parties cette année-là, puis 460 en 2005. La barre des 1 000 voitures a été atteinte en 2008[source insuffisante]. En 2009, 1044 équipages sont engagés, dont 156 exclusivement féminins.
L'association « Enfants du désert » s'occupe de la distribution des dons depuis 2010.
En 2016, la 19e édition du raid rassemble 1 130 équipages de France et d'Europe (dont 35% de femmes), et 1 450 équipages l'année suivante, soit 2 900 personnes, pour la 20e édition,.
L'édition 2021 est annulée à la suite de la pandémie de Covid-19, qui ne garantit pas son bon déroulement ni l'ouverture des frontières. L'édition, initialement prévue du 18 au 28 février, avait été décalée dans un premier temps du 26 avril au 6 mai 2021.
L'édition 2022 est décalée par rapport à la période habituelle et a lieu du 5 au 15 mai.

## Déroulement
Le Raid 4L Trophy a lieu chaque année, au mois de février. Les participants disputent ce raid motorisé d'orientation exclusivement en Renault 4. Les participants sont des étudiants d'enseignement supérieur âgés de 18 à 28 ans.
Avant de participer à la course, les équipages doivent monter leur projet : trouver une voiture, organiser le financement de leur voyage et apprendre la mécanique. En 2020 est mis en place un réseau d’ambassadeurs bénévoles qui doivent faire la promotion du raid dans au moins cinq établissements, en échange d'une réduction pour participer au raid ou un bon d'achats.
Le parcours, d'environ 6 000 km, traverse la France, l’Espagne et le Maroc. Le départ a lieu à Biarritz, puis les équipages traversent librement l'Espagne jusqu'à Algésiras et prennent le ferry pour le Maroc, où les épreuves du raid commencent. Le parcours présente plusieurs étapes dont certaines autour des dunes de Merzouga et dans l'Atlas, pour mener jusqu'à Marrakech. Les participants roulent la journée, en se guidant avec un roadbook et une boussole, sans assistance d'un GPS.
Chaque étape dure entre 10 et 12 heures et des contrôles de vitesse ont parfois lieu. Un hélicoptère surveille le raid et les voitures sont équipées d'un traqueur GPS. Le plus gros risque est de se perdre, ou de finir ensablé.
Les participants se rassemblent le soir dans un bivouac prévu par l'organisation. Lors des bivouacs, les organiseurs surveillent les participants, et doivent parfois procéder à des contrôles d'alcoolémie le lendemain matin. L'organisation doit également parfois éloigner les parents des participants, venus avec leur 4x4. Des invités sont parfois présents aux bivouacs (ex-miss France, influenceurs, présentateurs de télévision), parfois pour leur faire leur promotion. Une éco-brigade est mise en place en 2020 pour inciter les équipages à « adopter une conduite souple, économiser l’eau, jeter ses déchets à la poubelle, trier les bouteilles en plastique pour recyclage [ou] ne pas arracher les végétaux ». Les deux derniers jours d'épreuves constituent l'étape « marathon », où les participants établissent leur bivouac en autonomie
Au cours de ce voyage, les participants transportent des fournitures scolaires et sportives, qui sont redistribuées aux enfants du sud marocain à l'arrivée. Chaque équipage est classé en fonction du nombre de kilomètres réalisés pour passer par chaque point de contrôle du parcours, l'objectif étant d'en parcourir le moins possible.
Une fois arrivés, les participants reçoivent divers prix. Ils distribuent les fournitures scolaires et les jouets qu'ils ont amenés, et remettent les dons récoltés à l'association « Enfants du désert » (25 000 € au total en 2019) ainsi que des denrées alimentaires non-périssables à la Croix Rouge locale (12 tonnes au total en 2019). Quelques équipages sélectionnés peuvent aller voir le résultat des actions solidaires menées sur place.
Le retour s'effectue sur deux jours, via des routes bitumées.

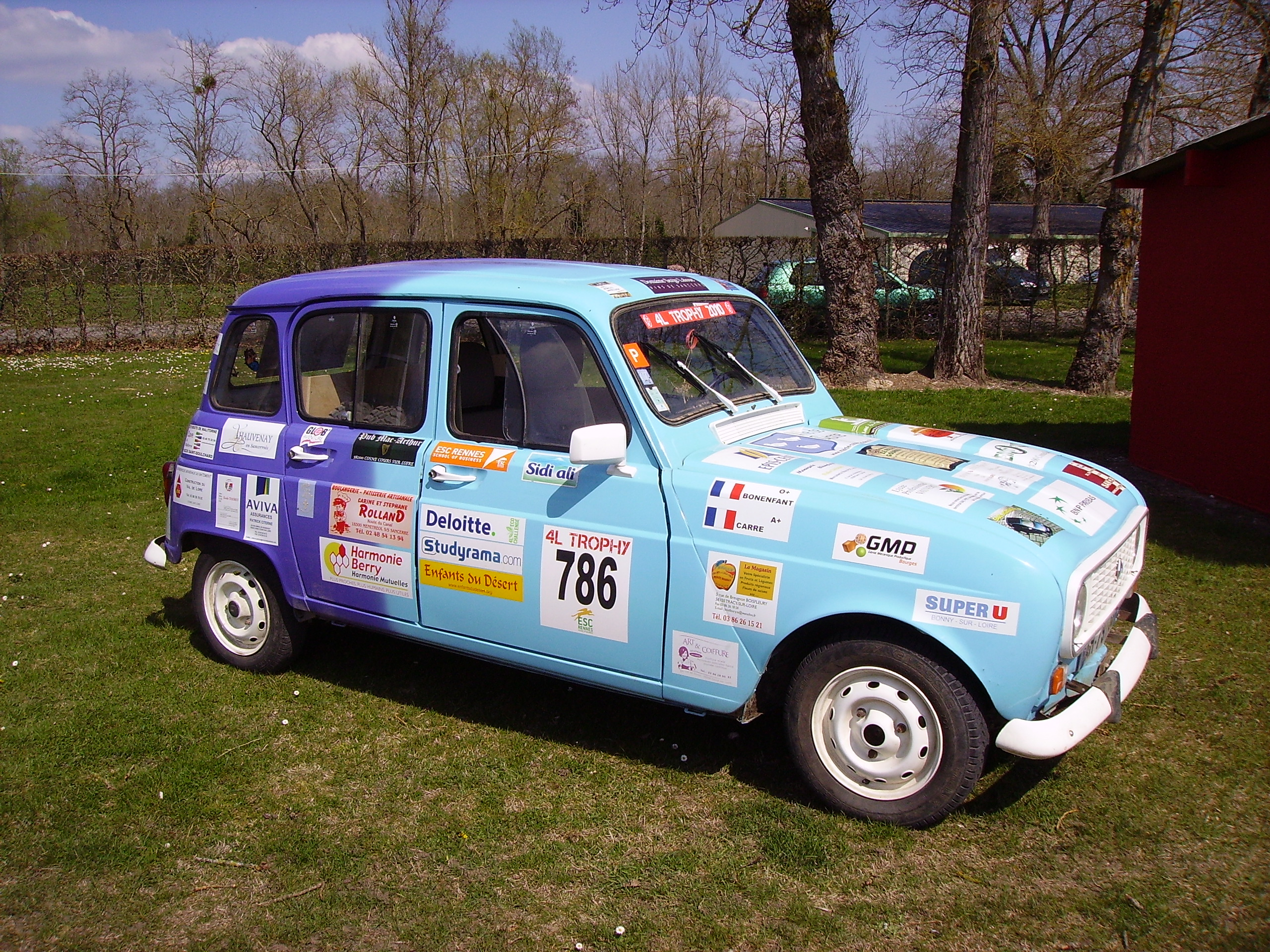
Une Renault 4 préparée et peinte, en 2010.
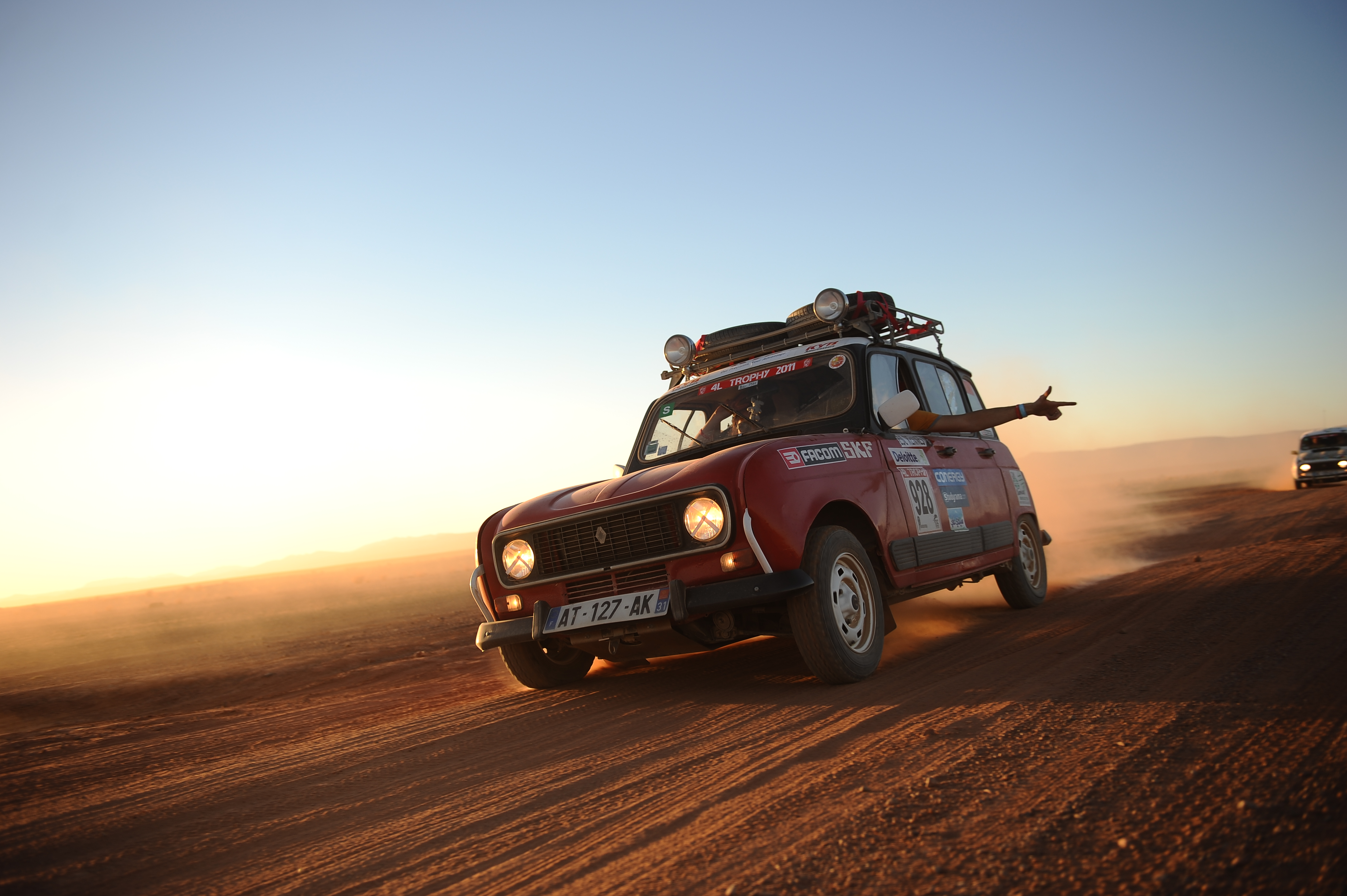
Une Renault 4 GTL sur les pistes en 2011.
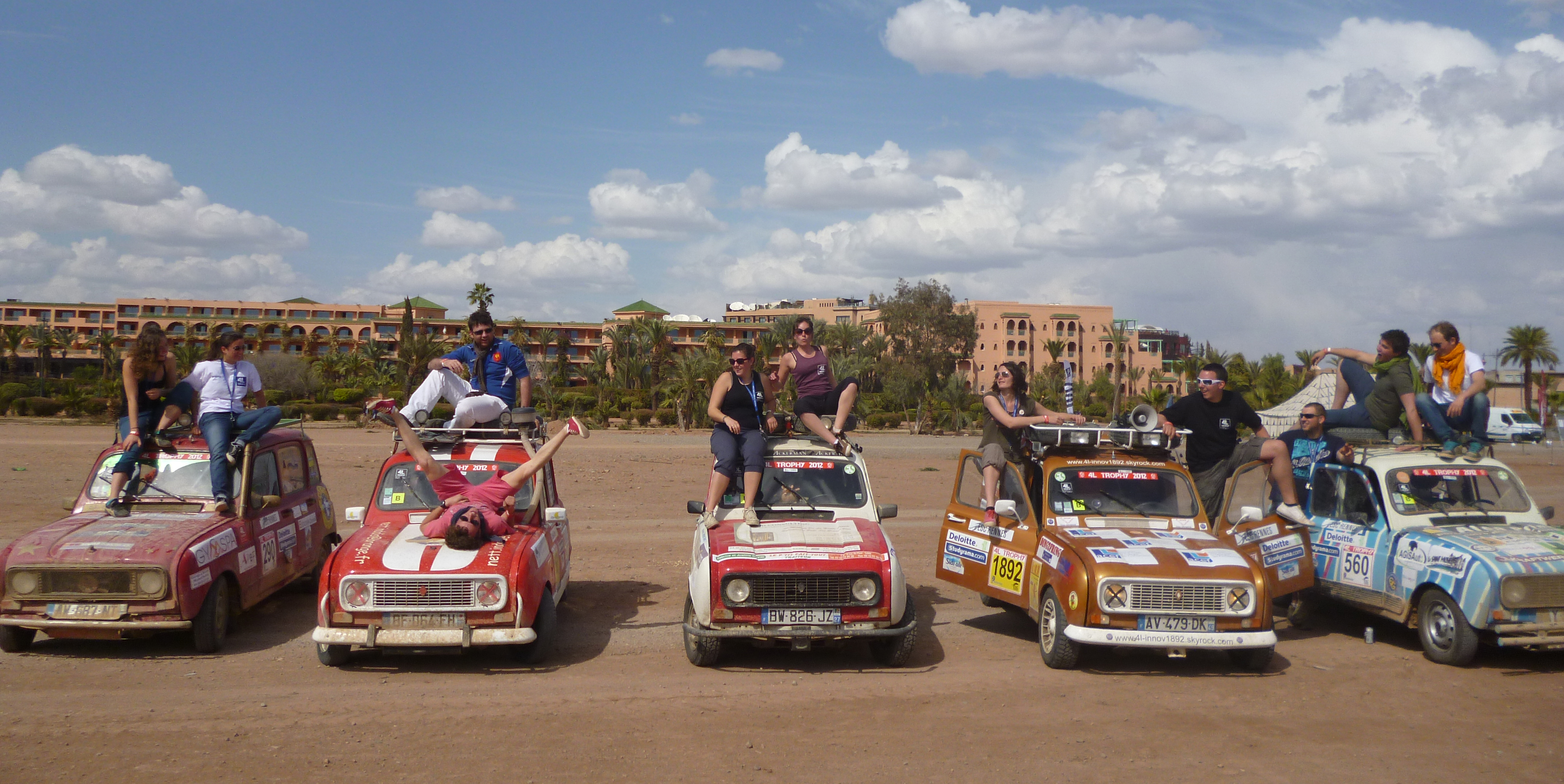
Un groupe de participants arrivés à Marrakech.
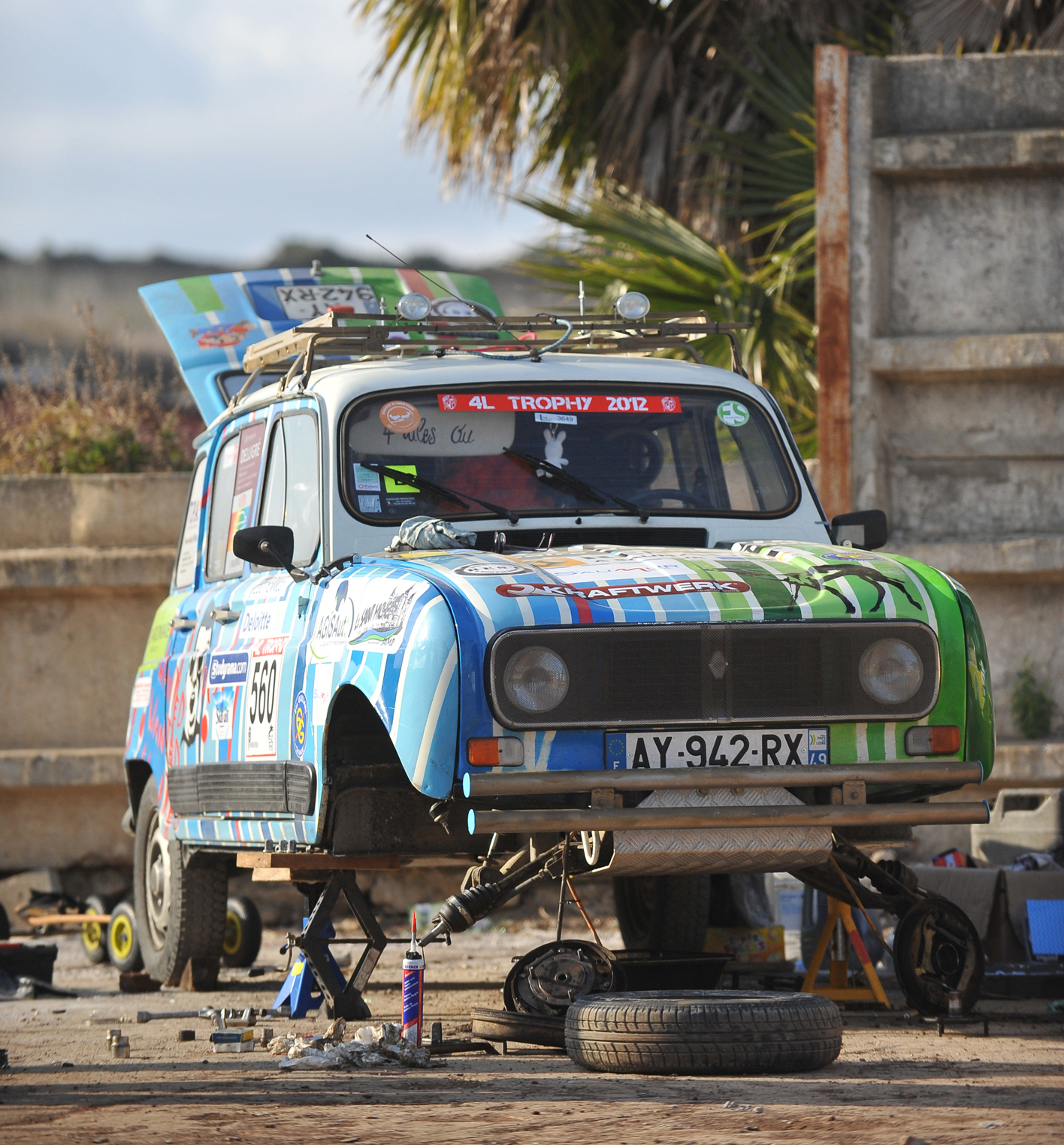
Réparation d'une 4L à Algésiras.

## Aspect solidaire
Le 4L Trophy permet d'apporter des fournitures scolaires aux enfants du Maroc, en collaboration avec l'association « Enfants du désert ». Chaque équipage doit emporter soit deux sacs à dos avec des fournitures scolaires et deux sacs de sport avec des affaires sportives, soit un sac à dos et un de sport remplis et un chèque de minimum 20 € au nom de l'association « Enfants du désert »[source insuffisante]. Avant 2006, chaque équipage devait emporter 50 kg de matériel scolaire ou un chèque au nom de l'association. L'ensemble de la collecte est ensuite distribué sur place aux enfants marocains. Des fondations participent également aux dons. La Fondation Norauto a ainsi offert en 2019 90 vélos pour la mobilité des enfants pour aller à l’école. Le côté solidaire est parfois critiqué, comme étant un « prétexte » à participer à un raid automobile. 
Les dons faits à l'association « Enfants du désert » permettent la construction d'écoles au Maroc,. Cette association effectue la distribution auprès d'associations locales, « pour ne pas faire de néo-colonialisme ». Entre 2012 et 2019, 26 classes ont été ouvertes grâce au raid. En 2019, les 1 100 participants au rally ont reversé 33 500 euros aux associations locales.
Pour avoir une action solidaire en France, chaque équipage doit apporter 10 kg de denrées alimentaires, qui sont collectés pour la Croix-Rouge française, ; 12 tonnes de denrées ont été convoyées par 1500 voitures en 2019.

## Organisation et frais
Le raid est une activité lucrative, organisée par l'agence Desertours,,. L'association étudiante 4L Trophy Coordination de Rennes School of Business participe à la préparation des équipages, à leur suivi, et gèrent l'organisation du village-départ. Quatre-vingt mécaniciens encadrent les équipages, 23 permanents de Desertours encadrent le raid.
Le coût total moyen du raid est de 7 500 € dont 3 290 € de frais d'inscription[source secondaire souhaitée]. (3 350 € Euros en 2019), auxquels il faut ajouter la préparation du véhicule et sa modification, l'essence et de nombreux frais annexes. L'évaluation du coût total est, suivant les sources et suivant les équipages, entre 7 000 € et 8 000 €, voire entre 8 000 € et 10 000 €.
Les participants ont recours au sponsoring par des entreprises, l'aide peut être monétaire ou en nature (équipement, assurance, pièces détachées, etc.). Cependant, les retombées de l'investissement pour les entreprises sont peu évidentes. Le financement participatif est de plus en plus utilisé même si certains équipages se financent sur des fonds personnels. Certains équipages sont financés par leur école ou par leur filière.